# 1867 în artă
- 1865 în artă — 1866 în artă ——  1867 în artă  —— 1868 în artă — 1869 în artă

1867 în artă implică o serie de evenimente:

## Decese
- 1 ianuarie
- 15 ianuarie –
- 19 ianuarie
- 31 ianuarie
- 6 februarie  —
- 10 martie —
- 3 septembrie —
- 13 septembrie —
- 3 noiembrie —
- 15 noiembrie –
- 12 decembrie

## Nașteri
- 1 ianuarie
- 31 ianuarie
- 4 martie –
- 15 aprilie –
- 17 mai
- 30 iunie
- 6 iulie  —
- 10 august —
- 3 septembrie —
- 19 septembrie —
- 3 octombrie —
- 15 noiembrie —
- 31 decembrie —

## Galerie de imagini
- Lucrări reprezentative